# Rua Marechal Floriano Peixoto (Porto Alegre)

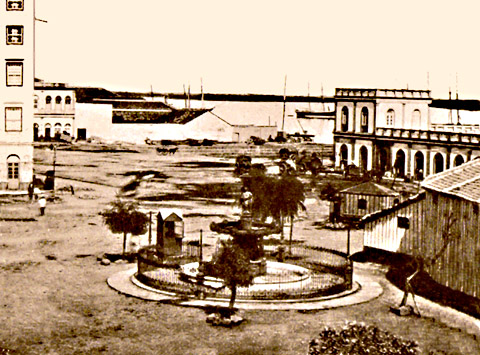
Praça do Paraíso, atual Praça XV de Novembro, marco incial da Rua Marechal Floriano

A Rua Marechal Floriano Peixoto, também conhecida como Rua Marechal Floriano, é uma histórica rua da cidade de Porto Alegre, capital do estado brasileiro do Rio Grande do Sul. Fica localizada no centro histórico da cidade. Vai da Praça XV de Novembro até o entroncamento composto pelas ruas Coronel Genuíno, José do Patrocínio e Demétrio Ribeiro.

## Histórico
A Rua Marechal Floriano demarcava o perímetro externo do primeiro arruamento da vila. Seu primeiro nome, Rua de Bragança, tem origem desconhecida. Era caminho tradicional de procissões da Matriz, que percorriam a Rua da Igreja (atual Rua Duque de Caxias), a Rua da Praia e a Rua do Arroio (atual Rua Bento Martins), retornando à Matriz. É provável que, por este motivo, tenha recebido calçamento já em 1819.
A abertura do segmento entre a Rua Duque de Caxias e “as ruas de baixo” ocorreu por volta de 1844, e ficou conhecida como a Ladeira do Liceu, porque ali havia um grande número de escolas particulares para meninas e que ensinavam a ler, escrever, costurar e a bordar.
Entre 1838 e 1857 funcionou ali o Teatro Dom Pedro II, conhecido como Teatrinho, antecessor do Theatro São Pedro, que apresentava espetáculos populares.
Em 1870, era uma das artérias mais importantes do centro de Porto Alegre, com forte comércio atacadista e varejista e foi batizada pela Câmara Municipal como Rua General Silva Tavares, em homenagem a João Nunes da Silva Tavares, o barão de Itaqui. Vinte e três anos depois, Júlio de Castilhos, presidente do Estado, articulou a troca do nome para Rua Marechal Floriano Peixoto, presidente da República, militar da simpatia dos castilhistas, não admitindo a homenagem ao adversário político Silva Tavares, que havia assumido o comando de uma tropa na Revolução Federalista.
Em 2006, a última quadra da Marechal Floriano, passou a fazer parte do Caminho dos Antiquários, passeio cultural que atrai, aos sábados, um público aficionado por antiguidades.